# 万寿节

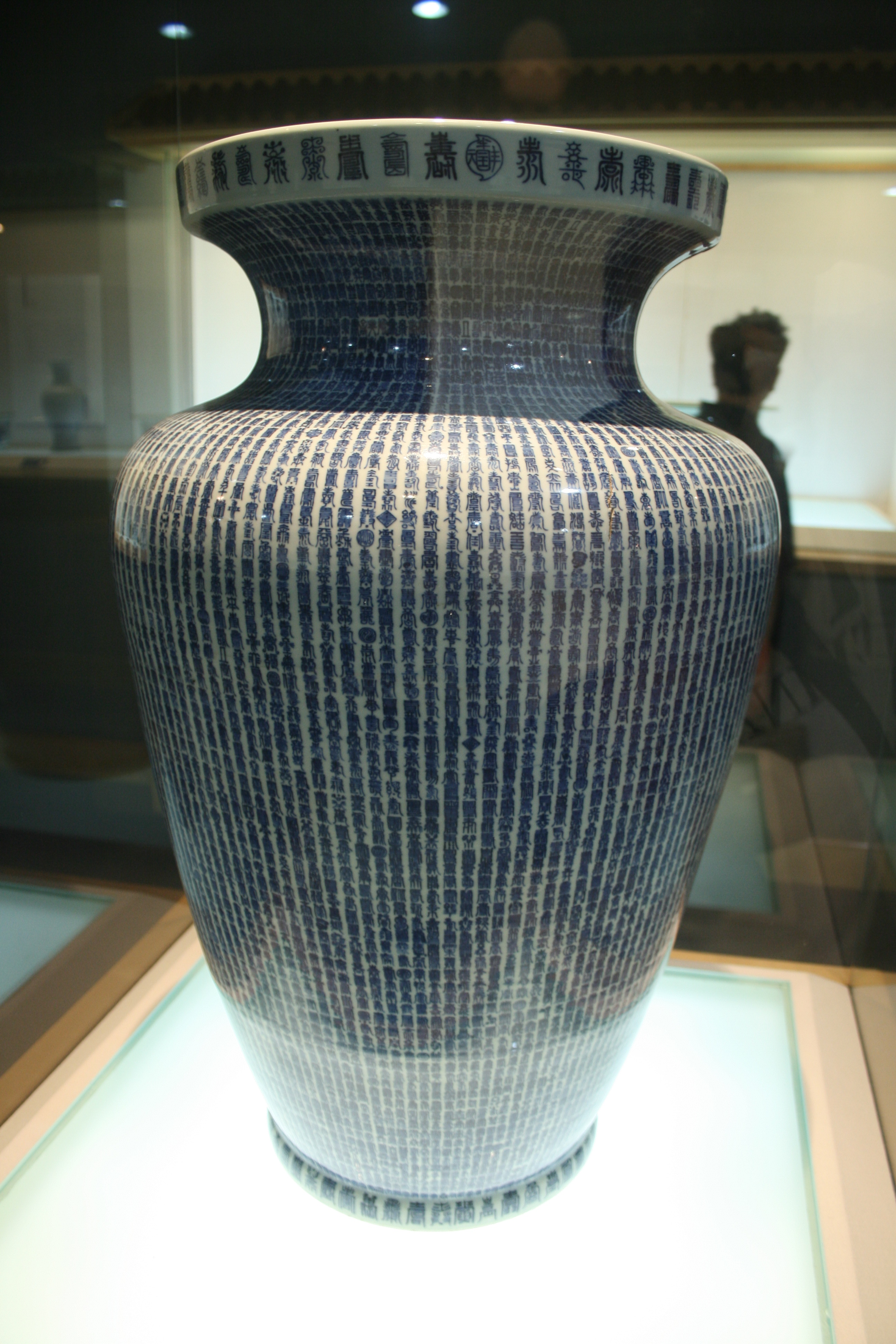
清康熙帝万寿节贡瓷青花万寿大尊（南京博物院藏）

万寿节是古代中国、越南皇帝诞辰日的名称。唐玄宗首将自己的生日定为节日，後传为定制，有“千秋节”、“长春节”等多种名称，至明朝逐渐定名为“万寿节”，又称“圣节”或“圣寿节”。

## 唐朝
据宋代的《冊府元龜》记载，并非所有玄宗之后的皇帝都将自己的生日设为了节日。其中：
- 唐玄宗 千秋节、天长节
- 唐肃宗 天成地平节、地平节

代宗没有准许羣臣請建天興節的请求。此后德宗、順宗、憲宗、穆宗、敬宗五帝，都没有设節。但诸帝依然会庆祝自己的降诞日。
- 唐文宗 庆成节
- 唐武宗 庆阳节
- 唐宣宗 寿昌节
- 唐懿宗 延庆节
- 唐僖宗 应天节
- 唐昭宗 嘉会节
- 唐哀帝 乾和节

宋代的《石林燕语》记载略有不同：“終唐世，宣宗為壽昌節，僖宗為嘉會節，昭宗為乾和節，中間惟懿宗不置”。

## 五代
五代中除了后梁和後唐閔帝以外都有相似记载：
- 後唐莊宗 萬壽節
- 後唐明宗 應聖節
- 後唐末帝 千春節
- 后晋高祖 天和節
- 后晉出帝 启圣节
- 后汉高祖 聖壽節
- 后汉隐帝 嘉庆节
- 后周太祖 永壽節
- 后周世宗 天清节
- 后周恭帝 天壽節

## 宋朝
宋朝诸帝诞辰名称：
- 宋太祖 长春节 二月十六日
- 宋太宗 寿宁节 十月七日
- 宋真宗 承天节 十二月二日
- 宋仁宗 乾元节 四月十四日
- 宋英宗 寿圣节 正月三日
- 宋神宗 同天节 四月十日
- 宋哲宗 兴龙节 十二月八日
- 宋徽宗 天宁节 十月十日
- 宋钦宗 乾龙节 四月十三日
- 宋高宗 天申节 五月二十一日
- 宋孝宗 会庆节 十月二十二日
- 宋光宗 重明节 九月四日
- 宋宁宗 瑞庆节 十月十九日
- 宋理宗 天基节 正月五日
- 宋度宗 乾会节 四月九日
- 宋恭帝 天瑞节 九月二十八日

## 金朝
金朝天会十四年至皇统九年间（1136年－1149年）间庆祝金朝皇帝诞辰的节日。“万寿节”是金熙宗完颜亶登基称帝后的生日，是每年的农历正月十七日。金熙宗在位期间，每年的万寿节，都有群臣和各国使节前来祝贺。
根据《大金集礼》卷二十三的记载，天会十三年六月月二十一日，金熙宗“诏以每岁正月十七日为万寿节，受诸国朝贺”，将皇帝诞辰的节日定名为“万寿节”，而非沿用金朝较早时候的名称“天清节”，这个名称一直沿用至金熙宗逝世。金世宗登基后，皇帝诞辰的节日定名为“万春节”。
关于天会十四年至皇统九年间的万寿节，《金史》卷四《熙宗本纪》有详细的记录。